# Ёцевичи (Дятловский район)
Ёцевичи (бел. Ёцавічы) — деревня в Войневичском сельсовете Дятловского района Гродненской области Белоруссии. Согласно переписи населения 2009 года в Ёцевичах проживало 60 человек. Площадь сельского населённого пункта составляет 74,22 га, протяжённость границ — 5,73 км.

## География
Ёцевичи расположены в 26 км к югу от Дятлово, 172 км от Гродно, 28 км от железнодорожной станции Слоним.

## История
Согласно переписи населения 1897 года Ёцевичи — деревня в Роготненской волости Слонимского уезда Гродненской губернии (22 дома, 131 житель). В 1905 году в Ёцевичах проживало 127 человек.
В 1921—1939 годах Ёцевичи находились в составе межвоенной Польской Республики. В этот период деревня относилась к сельской гмине Роготно Слонимского повята Новогрудского воеводства. В сентябре 1939 года Ёцевичи вошли в состав БССР.
В 1996 году Ёцевичи входили в состав колхоза «Заветы Ленина». В деревне насчитывалось 45 хозяйств, проживало 89 человек.